# Keith Stackpole
Keith Raymond Stackpole MBE (* 10. Juli 1940 in Melbourne, Australien; † 22. April 2025) war ein australischer Cricketspieler, der zwischen 1966 und 1974 für die australische Nationalmannschaft spielte.

## Kindheit und Ausbildung
Sein Vater spielte ebenfalls Cricket für Victoria und war ein erfolgreicher Australian-Football-Spieler.

## Aktive Karriere
Stackpole gab sein First-Class-Debüt in der Saison 1959/60 und spielte in der Folge für Victoria, wo er zunächst als Middle-Order-Batter spielte. Bei der Ashes Tour 1965/66 gab er im vierten Test sein Debüt in der Nationalmannschaft. Bei der Tour in Südafrika in der Saison 1966/67 erzielte er sein erstes internationales Century über 134 Runs. Daraufhin verpasste er jedoch das Team für die Ashes Tour 1968. Bei der folgenden Tour in den West Indies stieg er der Batting Order auf und erzielte dort drei Fifties (58, 62 und 50 Runs). In der Saison 1969/70 erreichte er in Indien ein weiteres Century über 103 Runs und konnte auch ein weiteres Fifty (61 Runs) hinzufügen. Im weiteren Verlauf der Saison erreichte er ein weiteres Fifty (71 Runs) in Südafrika. Bei der Tour gegen England im November 1970 gelang ihm im ersten Test ein Doppel-Century über 207 Runs aus 356 Bällen, was jedoch nicht zum Sieg reichte. Im weiteren Verlauf der Tour gelang ihm im sechsten Test nach einem Fifty über 87 Runs ein Century über 136 Runs aus 335 Bällen und im siebten ein weiteres Fifty (67 Runs). Auch war er Teil des Teams des bei der Tour ersten ausgetragenen ODIs, wobei ihm 3 Wickets für 40 Runs gelangen.
Bei der Tour in England in der Saison 1972 hatte er sich als Eröffnungs-Batter des australischen Teams etabliert und eröffnete dabei zumeist an der Seite von Kapitän Bill Lawry. In den Tests gelangen ihm in den ersten beiden Tests drei Fifties (53, 67 und 57* Runs). Im dritten Test konnte er dann ein Century über 114 Runs aus 255 Bällen beisteuern und in den beiden verbliebenen Tests folgten dann erneut zwei Fifties (52 und 79 Runs), wobei er mit letzterem den Serien-Sieg einleitete. Auch in den ODIs der Tour gelangen ihm zwei Fifties (52 und 61 Runs). Im folgenden Jahr wurde r für diese Leistungen als einer der Wisden Cricketers of the Year benannt. Im Februar 1973 reiste er mit dem Team in die West Indies, wo er mit einem Century über 142 Runs die Test-Serie begann. Dabei konnte er den aufstrebenen west-indischen Bowler Uton Dowe so bloßstellen, da seine als vielversprechende Karriere früh ein Ende hatte. Im weiteren Verlauf konnte er dann noch zwei weitere Fifties (53 und 76* Runs) erzielen. Die letzten Touren seiner Karriere absolvierte er in der Saison 1973/74 gegen Neuseeland. In Australien konnte er im ersten Test zunächst ein Century über 122 Runs aus 192 Bällen erreichen. In Neuseeland konnte er dann noch ein Mal ein Fifty über50 Runs in den ODIs erzielen. Auch beendete er nach der Saison seine First-Class-Karriere für Victoria.

## Nach der aktiven Karriere
Im Jahr 1974 erhielt er für seine Verdienste für das Cricket einen MBE. Auch widmete er sich der Medienarbeit im TV und Radio, wo er unter anderem Cricket für die Sender ABC, Nine und Seven kommentierte.